# Фащевка (Антрацитовский район)
Фа́щевка (укр. Фащівка) — посёлок в Антрацитовском районе Луганской области Украины. Находится под контролем самопровозглашённой Луганской Народной Республики.

## Географическое положение
К западу и юго-западу от населённого пункта проходит граница между Луганской и Донецкой областями. Фащевку Антрацитовского района не следует путать с соседним одноименным населённым пунктом Фащевкой, которая относится уже к Перевальскому району и соседствует с посёлком на северо-западе. Также с ним соседствуют: посёлок Городище на севере, Комендантское и Запорожье, Давыдовка, Грушёвое, сёла Артёма, Уткино на северо-востоке, посёлки Индустрия и Красный Кут на востоке, Садово-Хрустальненский на юго-востоке; в Донецкой области сёла Круглик  на северо-западе, Весёлое на западе, Стрюково на юго-западе.

## История
По распоряжению Новороссийской губернской Канцелярии в 1773 году здесь были поселены выходцы из Белгородской губернии, Севского уезда из села Фощовки[уточнить], волостные, дворцовой государственной волости, крестьяне. Новую слободу, на месте нового своего жительства, переселенцы назвали так же, как называлась слобода в их родных краях — Фощовкою. В новой слободе, обстроившись домами и обзаведшись хозяйством, переселенцы решили устроить такую же Свято-Троицкую церковь, какая была и осталась у них на родине.
В переписи за 1908 год указано дворов — 783. Количество наличного населения — 5543.
В 1957 году село Фащевка стало посёлком городского типа.
До 5 марта 1958 года находилась  в составе Ворошиловградской области (Ивановского района).
В 1964 году прикреплена к Антрацитовскому району Луганской области.
В январе 1989 года численность населения составляла 3581 человек.
По состоянию на 1 января 2013 года численность населения составляла 2368 человек.
С весны 2014 года — под контролем Луганской Народной Республики.

## Транспорт
Железнодорожная станция Фащевка в 7 км от посёлка.

## Местный совет
94650, Луганская обл., Антрацитовский р-н, пгт. Фащевка, ул. Октябрьская, 3